# Hîjînți (Parpurivți), Vinnîțea
Hîjînți (în ucraineană Хижинці) este un sat în comuna Parpurivți din raionul Vinnîțea, regiunea Vinnița, Ucraina.

## Demografie
Componența lingvistică a localității Hîjînți
     Ucraineană (99,36%)
     Alte limbi (0,64%)
Conform recensământului din 2001, majoritatea populației localității Hîjînți era vorbitoare de ucraineană (99,36%), existând în minoritate și vorbitori de alte limbi.